# Cynorkis orchioides
Cynorkis orchioides är en orkidéart som beskrevs av Rudolf Schlechter. Cynorkis orchioides ingår i släktet Cynorkis, och familjen orkidéer. Inga underarter finns listade i Catalogue of Life.